# Katerina Volodimirivna Monzul
Katerina Monzul (ukránul: Катерина Володимирівна Монзул) (Harkov, 1981. július 5.–) ukrán nemzetközi labdarúgó-játékvezető.

## Pályafutása

### Nemzeti játékvezetés
A játékvezetői vizsgát 1988-ban tette le. A küldési gyakorlat szerint rendszeres 4. bírói, illetve alapvonalbírói tevékenységet is végez. 2002–2007 között az első női bíró az ukrán Ifjúsági bajnokságban. Az országos női bajnokságok játékvezetője. 2009-ben kérvényezte, hogy vezethessen I. League mérkőzéseket. Kérését elutasítva, csak 2011 októberében minősítették az I. League játékvezetőjének. Október 5-én az I. League-ban az Одессой és Крымтеплицей csapatainak mérkőzésén debütált.

### Nemzetközi játékvezetés
Az Ukrán labdarúgó-szövetség (FFU) Játékvezető Bizottsága (JB) terjesztette fel nemzetközi játékvezetőnek, a Nemzetközi Labdarúgó-szövetség (FIFA) 2004-től tartja nyilván bírói keretében. A FIFA JB központi nyelvei közül a angolt beszéli. FIFA/UEFA JB besorolása szerint 2011-től az első ukrán nőként, az elit játékvezetők kategóriájába tartozik. Több nemzetek közötti válogatott és klubmérkőzést vezetett, vagy működő társának 4. bíróként, illetve alapvonalbíróként segített.
| Időpont              | Helyszín              | Mérkőzés típusa           | Mérkőzés                 |
| -------------------- | --------------------- | ------------------------- | ------------------------ |
| 2005. szeptember 24. | Nemzeti Stadion, Oslo | első válogatott mérkőzése | Finnország–Lengyelország |

#### Női labdarúgó-világbajnokság

##### U20-as női labdarúgó-világbajnokság
Kanada rendezte a 7., a 2014-es U20-as női labdarúgó-világbajnokságot, ahol a FIFA JB bíróként foglalkoztatta.

###### 2014-es U20-as női labdarúgó-világbajnokság
| Időpont             | Helyszín                   | Mérkőzés típusa              | Mérkőzés           | Eredmény | Nézők száma |
| ------------------- | -------------------------- | ---------------------------- | ------------------ | -------- | ----------- |
| 2014. augusztus 6.  | Olimpiai Stadion, Montréal | csoportmérkőzés (D. csoport) | Új-Zéland–Paraguay | 2 – 0    | 4812        |
| 2014. augusztus 13. | BMO Field Stadion, Toronto | csoportmérkőzés (C. csoport) | Dél-Korea–Mexikó   | 2 – 1    | 6914        |

##### 2011-es női labdarúgó-világbajnokság
Németországban rendezték a 6., a 2011-es női labdarúgó-világbajnokságot, ahol a FIFA JB 4. bírói (tartalék) szolgálatra alkalmazta.

##### 2015-ös női labdarúgó-világbajnokság
A Nemzetközi Labdarúgó-szövetség 2015. márciusában nyilvánosságra hozta annak a 29 játékvezetőnek (22 közreműködő valamint 7 tartalék, illetve 4. bíró) és 44 asszisztensnek a nevét, akik közreműködhetnek Kanadában a 2015-ös női labdarúgó-világbajnokságon. A 9 európai játékvezető hölgy között szerepel a listán.
A kijelölt játékvezetők és asszisztensek 2015. június 26-án Zürichben, majd két héttel a világtorna előtt Vancouverben vesznek rész továbbképzésen, egyben végrehajtják a szokásos elméleti és fizikai Cooper-tesztet. Végérvényesen itt döntenek a mérkőzésvezető és támogató játékvezetők személyéről.

###### Selejtező mérkőzés
Selejtező mérkőzéseket az UEFA zónában vezetett.
| Időpont              | Helyszín                               | Mérkőzés típusa           | Mérkőzés                   | Eredmény | Nézők száma |
| -------------------- | -------------------------------------- | ------------------------- | -------------------------- | -------- | ----------- |
| 2013. szeptember 21. | Swedbank Stadion, Malmö                | előselejtező (4. csoport) | Svédország–Lengyelország   | 2 – 0    | 6112        |
| 2013. október 31.    | Creating Polideportivo Stadion, Madrid | előselejtező (2. csoport) | Spanyolország–Olaszország  | 0 – 2    | 1600        |
| 2014. február 12.    | ,Oosterenkstadion Zwolle               | előselejtező (5. csoport) | Hollandia–Belgium          | 1 – 1    | 7256        |
| 2014. április 10.    | FFM Stadion, Szkopje                   | előselejtező (2. csoport) | Macedónia–Spanyolország    | 0 – 10   | 200         |
| 2014. május 8.       | Colovray Stadion, Nyon                 | előselejtező (3. csoport) | Svájc–Izland               | 3 – 0    | 1350        |
| 2014. szeptember 17. | Voith-Arena, Heidenheim                | előselejtező (1. csoport) | Németország–Észak-Írország | 2 – 0    | 7028        |

###### Világbajnoki mérkőzés
| Időpont          | Helyszín                       | Mérkőzés típusa              | Mérkőzés                 | Eredmény | Nézők száma |
| ---------------- | ------------------------------ | ---------------------------- | ------------------------ | -------- | ----------- |
| 2015. június 6.  | Commonwealth Stadion, Edmonton | csoportmérkőzés (A. csoport) | Kanada–Kína              | 1 – 0    | 53 058      |
| 2015. június 16. | BC Place Stadion, Vancouver    | csoportmérkőzés (D. csoport) | Nigéria–Egyesült Államok | 0 – 1    | 52 193      |
| 2015. június 27. | Commonwealth Stadion, Edmonton | egyik negyeddöntő            | Ausztrália–Japán         | 0 – 1    | 19 814      |
| 2015. július 5.  | BC Place Stadion, Vancouver    | döntő                        | Egyesült Államok–Japán   | 5 – 2    | 53 341      |

#### Női labdarúgó-Európa-bajnokság
A női európai labdarúgó torna döntőjéhez vezető úton Svédország rendezte a 2013-as női labdarúgó-Európa-bajnokságot, ahol az UEFA JB játékvezetőként foglalkoztatta.

##### 2013-as női labdarúgó-Európa-bajnokság

###### Európa-bajnoki mérkőzés
| Időpont          | Helyszín                          | Mérkőzés típusa              | Mérkőzés             | Eredmény | Nézők száma |
| ---------------- | --------------------------------- | ---------------------------- | -------------------- | -------- | ----------- |
| 2013. július 16. | Gamla Ullevi Stadion, Göteborg    | csoportmérkőzés (A. csoport) | Dánia–Finnország     | 1 – 1    | 8360        |
| 2013. július 12. | Városi Stadion, Linköping         | csoportmérkőzés (C. csoport) | Anglia–Spanyolország | 2 – 3    | 5190        |
| 2013. július 25. | Idrottsparken Stadion, Norrköping | egyik elődöntő               | Norvégia–Dánia       | 1 – 1    | 9260        |

#### Ifjúsági olimpiai játékok
Szingapúrban rendezték az 1., a 2010. évi nyári ifjúsági olimpiai játékokkat, ahol a FIFFA hivatalnoki szolgálatra alkalmazta.

##### 2010. évi nyári ifjúsági olimpiai játékok
| Időpont             | Helyszín                       | Mérkőzés típusa              | Mérkőzés                | Eredmény | Nézők száma |
| ------------------- | ------------------------------ | ---------------------------- | ----------------------- | -------- | ----------- |
| 2010. augusztus 15. | Jalan Besar Stadion, Szingapúr | csoportmérkőzés (A. csoport) | Irán–Pápua Új-Guinea    | 1 – 0    | 827         |
| 2010. augusztus 24. | Jalan Besar Stadion, Szingapúr | döntő                        | Chile–Egyenlítői-Guinea | 1 – 1    | 2720        |

#### Nemzetközi kupamérkőzések
Vezetett kupadöntők száma: 1.

##### UEFA Női Bajnokok Ligája
| Időpont         | Helyszín                   | Mérkőzés típusa | Mérkőzés                | Eredmény | Nézők száma |
| --------------- | -------------------------- | --------------- | ----------------------- | -------- | ----------- |
| 2014. május 22. | Restelo Stadion, Lisszabon | döntő           | Tyresö FF–VfL Wolfsburg | 3 – 4    | 11 217      |

## Szakmai sikerek
A Nemzetközi Labdarúgás-történeti és -statisztikai Szövetség (International Federation of Football History & Statistics) (IFFHS) a 2013-as és a 2014-es év szakmai eredményessége alapján az év tíz legjobb női labdarúgó-játékvezetője közé rangsorolta. 2013-ban Carina Vitulano mögött az 5. helyen, 2014-ben szintén Esther Staubli mögött az 5. helyen végzett.